# Анкбазова, Майрам Омар кызы
Майрам Омар кызы Анкбазова (азерб. Məryəm Ömər qızı Anqubazova; 17 мая 1919, Мешашамбул — 6 августа 2005, Белоканский район) — советский азербайджанский табаковод, Герой Социалистического Труда (1949).

## Биография
Родилась 17 мая 1919 года в селе Мешашамбул Закатальской губернии Азербайджанской Демократической Республики (ныне Белоканский район).
С 1936 года колхозница, звеньевая колхоза имени Кирова (бывший имени Низами) Белоканского района Азербайджанской ССР. В 1948 году получила урожай табака сорта «Трапезонд» 25,4 центнера с гектара на площади 3,4 гектара.
Указом Президиума Верховного Совета СССР от 1 июля 1949 года за получение в 1948 году высоких урожаев табака Анкбазовой Майрам Омар кызы присвоено звание Героя Социалистического Труда с вручением ордена Ленина и золотой медали «Серп и Молот».
Проживала в селе Халатала Белоканского района.
Распоряжением Президента Азербайджанской Республики от 2 октября 2002 года, за большие заслуги в области науки и образования, культуры и искусства, экономики и государственного управления Азербайджана, Анкубазовой Марьям Омар кызы предоставлена персональная пенсия Президента Азербайджанской Республики.
Скончалась 6 августа 2005 года в селе Халатала Белоканского района.